# Phyllanthus liukiuensis
Phyllanthus liukiuensis är en emblikaväxtart som beskrevs av Jinzô Matsumura och Bunzo Hayata. Phyllanthus liukiuensis ingår i släktet Phyllanthus och familjen emblikaväxter. Inga underarter finns listade i Catalogue of Life.